# عدالت (فیلم ۱۹۹۳)
«عدالت» (انگلیسی: Justice) فیلمی در ژانر درام به کارگردانی هانس وی. گایسندورفر محصول سال ۱۹۹۳ است.
از بازیگران آن می‌توان به ماکسیمیلیان شل اشاره کرد.